# Inzai
Inzai (jap. 印西市, -shi) ist eine Stadt der Präfektur Chiba im Osten von Honshū, der Hauptinsel von Japan.

## Geschichte
Inzai erhielt am 1. April 1996 das Stadtrecht.

## Verkehr
- Straße:
  - Nationalstraßen 356, 464
- Zug:
  - JR Narita-Linie

## Persönlichkeiten

### Söhne und Töchter der Stadt
- Hiroki Akino (* 1994), Fußballspieler
- Yōko Maki (* 1982), Schauspielerin

## Angrenzende Städte und Gemeinden
- Yachiyo
- Shiroi
- Sakura
- Kashiwa
- Abiko